# Юнусов, Бекхан Шамханович
Бекхан Шамханович Юнусов, до своего разоблачения известный как «Жнец» и «Химкинский Бэтмен» (род. 1 октября 1991) — бывший сотрудник правоохранительных органов, ставший вигилантом. Действовал в Химках с 2015 до осуждения в 2018 году.
Журналистское расследование октября 2024 года показало, что он же — воющий на СВО солдат под псевдонимом «Аид», автор одного из заметных анонимных z-каналов «Дневник мракоборцев» (https://t.me/iamsniper), один из командиров чеченского отряда «Ахмад».

## Биография
Уроженец Чечни. По национальности — чеченец. Происходил из древнего чеченского тайпа, относящегося к тукхуму Шатой.
В 2009 году поступил в колледж милиции № 2 ГУВД по г. Москве, который окончил в 2012 году с отличием. Находясь на практике в 1 ОРЧ ОУР УВД по СЗАО под руководством подполковника полиции Кикоть М. Г. проявил себя с наилучшей стороны, как грамотный и инициативный сотрудник, имеющий оперативный склад ума. Будучи стажером, раскрыл несколько преступлений, предусмотренных статьями 131, 132, 111 УК РФ, в связи с чем, Юнусову Б. Ш. было предложено продолжить службу в уголовном розыске Отдела МВД России по району Куркино г. Москвы. После назначения стажером по должности оперуполномоченного, Юнусовым Б. Ш. было раскрыто в первую неделю службы три преступления, предусмотренных статьями 213, 228, 161 УК РФ.
В ходе дальнейшей службы, Юнусовым Б. Ш. с февраля по декабрь 2012 года было раскрыто 23 преступления из 26 раскрытых службой ОУР ОМВД Куркино, что может подтвердить бывший Начальник Отдела, полковник полиции Андреев Л. П. (на настоящий момент старший оперуполномоченный по ОВД УСБ ГУ МВД России по г. Москве) и бывший начальник полиции Отдела, подполковник полиции Уткин Д. Ф. (на данный момент заместитель начальника 1 ОРЧ ОЭБ и ПК УВД по СЗАО).
В 2013 году, в связи с угрозами, а также наличием информации о планируемом покушении со стороны преступной группы по мотивам кровной мести, Юнусов Б. Ш. находился под государственной защитой УСБ ГУ МВД России по г. Москве. За 2013 год, Юнусовым было раскрыто порядка 40 преступлений. В декабре 2013 года, по приказу ГУ МВД России по г. Москве, было проведено оперативное внедрение Юнусова Б. Ш. в изолятор временного содержания ГУ МВД России по г. Москве, в камеру к участникам международной террористической организации, которые были задержаны сотрудниками ГУПЭ и ЦУ ФСБ на территории г. Москвы. У которых, в ходе обыска, был изъят схрон оружия и пояс со взрывным устройством, в связи с чем, в порядке легендированной ст.91 УПК РФ, Юнусов Б. Ш. провел трое суток, по истечении которых был освобожден, получив важную оперативную информацию. 2014 году, Юнусов Б. Ш. был переведен в 3 ОРЧ ОУР УВД по СЗАО ГУ МВД России по г. Москве.
За 2014 год, им было раскрыто свыше 60 преступлений, из которых в ходе командировки для оказания практической помощи в ОМВД по району Куркино г. Москвы, было раскрыто свыше 20 преступлений, что может подтвердить Начальник Отдела МВД России по району Куркино г. Москвы, подполковник полиции Шарпар А. В.
С августа 2014 года по октябрь 2014 года исполнял служебный долг в республике Дагестан, где в составе мобильного отряда несколько раз участвовал в боестолкновениях при ликвидации незаконных бандформирований. Раскрыл 2 преступления, предусмотренных ч.1 ст.222 УК РФ, задержал 1 преступника находящегося в федеральном розыске по ч.4 ст.162 УК РФ.
В 2015 году, им было раскрыто свыше 10 преступлений, в том числе резонансных, из которых:
1. Задержание сотрудников ОВ ППСП ОМВД Братеево при попытке сбыта пистолета Макарова с глушителем.
2. Задержание военнослужащего Солнечногорской бригады ГРУ при попытке сбыта пистолета «Вальтер»
3. Установление исполнителя убийства режиссёра Тамары Якжины.

Совместно с ГУУР МВД России, по информации Юнусова Б. Ш., было закрыто несколько каналов поставки оружия в Российские регионы, а также мастерские по их изготовлению.
В апреле 2015 года, Юнусовым Б. Ш. была получена информация о канале вербовки добровольцев для участия в НВФ на территории Сирии. По данной информации был произведен полный сбор информации запланировано совместное мероприятие с участием ЦУ ФСБ в целях задержания граждан России, вернувшихся с Сирии, для их привлечения к уголовной ответственности в порядке ч.2 ст.308 УК РФ.
Так же им была получена информация о точном нахождении на территории Дагестана диверсионно-террористической группы Имарата Кавказа, члены которой находятся в международном розыске за посягательства на жизнь сотрудников полиции и ФСБ, однако, вышеуказанная информация не была реализована до конца, в связи с незаконным увольнением Юнусова Б. Ш.
За время службы награждён медалями «95 лет уголовному розыску», «За службу на Северном Кавказе», «Участник контртеррористической операции на Кавказе», грамотами Госдумы, ГУ МВД России по г. Москве, УВД по СЗАО.

## Жнец

Жнец. Вид от видеорегистратора автомобиля, 2016 год, Химки.

В 2016 году, в подмосковном городе Химки, появился свой мститель в маске под прозвищем Жнец, который стал бороться с организованными преступными сообществами и наркомафией. СМИ окрестили его химкинским Бэтменом.
Вигилантом оказался бывший оперативник Бекхан Юнусов, покинувший ряды правоохранительных органов в связи с заказным делом вышестоящих должностных лиц, направленным против него.За год до его деятельности в качестве вигиланта на него было совершено покушение с целью убийства, поскольку он боролся с коррупцией внутри органов.
Жнецу удалось уничтожить несколько нарколабораторий, привлечь к уголовной ответственности около 40 торговцев наркотиками. Под видом покупателя он договаривался с наркоторговцами о покупке наркотиков, после чего приезжал на место в своем костюме Бэтмена, задерживал злоумышленников и передавал их в руки правоохранительных органов. Однако в 2018 году он был опознан одним из бывших коллег и привлечён к уголовной ответственности по статье о превышении должностных полномочий. В профсоюзе полиции назвали это дело заказным.
В конечном итоге, Жнец был приговорен к 4 годам колонии. Его дело получило широкую огласку в СМИ.
Отбывать срок он был отправлен в Кировскую область, по состоянию на 2023 год он был выпущен на свободу по УДО.

## Аид
Журналистское расследование октября 2024 года показало, что он же — воющий на СВО солдат под псевдонимом «Аид», автор одного из заметных анонимных z-каналов «Дневник мракоборцев» (https://t.me/iamsniper), один из командиров чеченского отряда «Ахмад», по словам Кадырова — «командир одного из самых эффективных отрядов спецназа», награжденный медалью «За отвагу».